# پرواز ۹۰ ایر فلوریدا
هواپیمای فلوریدای پرواز 90 هواپیمای مسافری داخلی ایالات متحده بود که توسط ایر فلوریدا از فرودگاه ملی واشینگتن به فرودگاه بین‌المللی فورت لادردال-هالیوود، همراه با یک توقف کوتاه در فرودگاه بین‌المللی تامپا برنامه‌ریزی شده بود. در تاریخ ۱۳ ژانویه ۱۹۸۲، بوئینگ ۷۳۷–۲۲۲ به عنوان N62AF در پل‌های خیابان ۱۴ام بر روی رودخانه پوتوماک که تنها دو مایل از کاخ سفید فاصله دارند، سقوط کرد.

## هواپیما

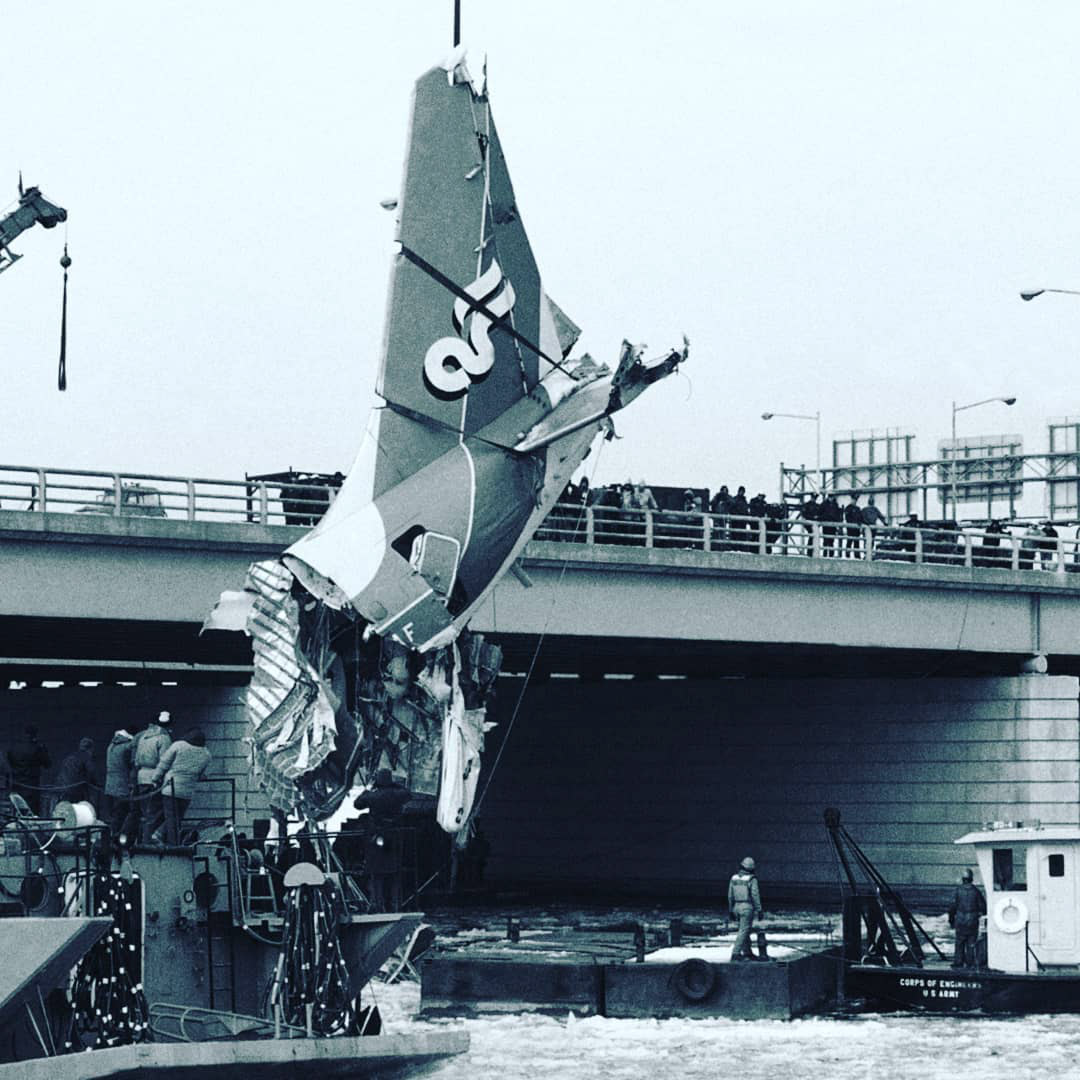
هواپیمای فلوریدای پرواز ۹۰ هواپیمای

هواپیمای بوئینگ ۷۳۷–۲۲۲، که به عنوان N62AF ثبت شده است، در سال ۱۹۶۹ ساخته شده بود و قبلاً توسط شرکت یونایتد ایرلاینز تحت نام N9050U شناخته شده بود. این هواپیما در سال ۱۹۸ به ایر فلوریدا فروخته شد. این هواپیما توسط دو موتور پرت اند ویتنی توربوفن JT8D-9A طراحی و قبل از این حادثه بیش از ۲۰٫۰۰۰ ساعت پرواز کرده بود. : 11, 92 